# Stowarzyszenie Filantropów im. Brora Hanssona

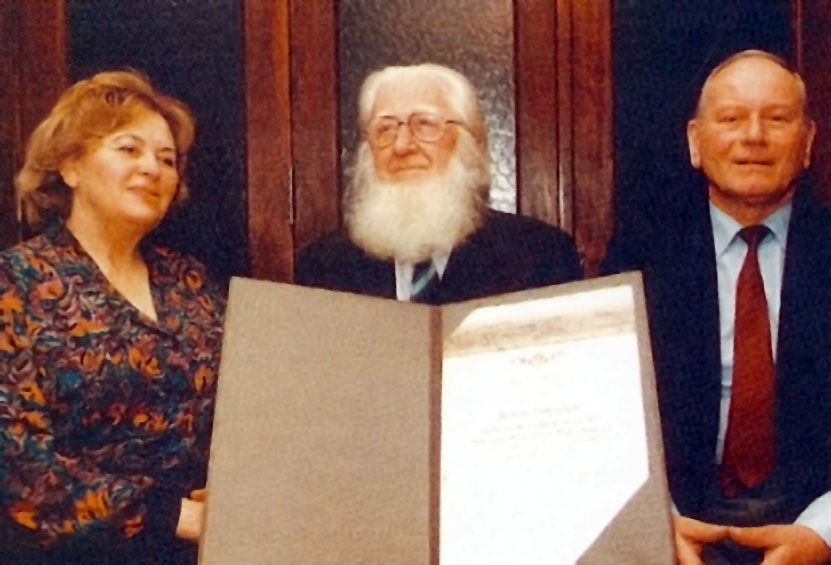
Bror Hansson jako Honorowy Obywatel Krakowa z założycielami Stowarzyszenia Filantropów – Zofią i Zdzisławem Żelazny

Stowarzyszenie Filantropów im. Brora Hanssona – prywatna organizacja filantropijna założona przez Zofię i Zdzisława Żelaznych w Krakowie w 1997 roku.
Celem fundacji jest niesienie pomocy ludziom niepełnosprawnym, przewlekle chorym i dzieciom specjalnej troski.
W roku 1976 Zofia Gałuszka-Żelazny wraz z mężem podjęli współpracę z emerytowanym pracownikiem Uniwersytetu w Lung, Brorem Hanssonem.
Wieloletnia przyjaźń Zofii i Zdzisława Żelaznymi z Brorem Hanssonem doprowadziła do rozpoczęcia akcji niesienia pomocy ludziom niepełnosprawnym, przewlekle chorym i dzieciom specjalnej troski w Polsce od 1978 roku. Bror Hansson wyszukiwał sprzęt w Szwecji, a Stowarzyszenie sprowadzało urządzenia do Polski, następnie, nieodpłatnie wypożycza sprzęt rehabilitacyjny.
Na początku, w okresie, gdy Polska przeżywała duże trudności gospodarcze, sprowadzano żywność, odzież i środki higieny osobistej. Szczególnie pomagano szpitalom, domom pomocy społecznej, hospicjom, domom dziecka, szkołom, przedszkolom i osobom prywatnym. Dzięki zawodowym kontaktom p. Żelaznych, pracujących w służbie zdrowia, ogromna liczba wieloczynnościowych łóżek szpitalnych, sprzętu rehabilitacyjnego, inkubatorów, leków, odzieży szpitalnej, wyposażenia laboratoriów, ponad 10 tys. różnego rodzaju wózków inwalidzkich i przyrządów do chodzenia trafiło do potrzebujących niesprawnych. Nie ma w Krakowie szpitala, który by nie otrzymał sprzętów medycznych, czy rehabilitacyjnych ze szwedzkich darów.
Nie tylko służba zdrowia i pomoc społeczna jest wspomagana darami ze Szwecji. Wiele szkół, przedszkoli zawdzięcza tym akcjom wyposażenie, a nawet istnienie, np. Szkoła nr 154 dla dzieci niedosłyszących. Dzieci z tej szkoły objęte były troskliwą opieką lekarską w Szwecji, gdzie spędziły 3 tygodnie. Szkoła otrzymała też dużą pomoc finansową, a dzieci nowoczesne aparaty słuchowe.
Dziś, ugruntowane kontakty zagraniczne, przyjazna współpraca polskich i szwedzkich wolontariuszy, stanowią doskonałe pole do kontynuowania akcji pomocy w ramach Stowarzyszenia.
Wypożyczalnia sprzętu rehabilitacyjnego, nieodpłatnie, prowadzona przez Stowarzyszenie znajduje się przy ul. Smolki 9 w Krakowie.
W 1993 roku Rada Miasta Krakowa, za działalność filantropijną w Polsce i w Krakowie, przyznała Brorowi Hanssonowi tytuł Honorowego Obywatela Miasta Krakowa,.
Za swą działalność, Zofia Żelazny i dr. Zdzisław Żelazny otrzymali I Nagrodę w Pierwszej Edycji Sejmiku Samorządowego woj. Krakowskiego i tytuł Filantropa Krakowa w łączonej edycji konkursu 1999-2000.
W roku 2006, Zofia Żelazny została laureatem nagrody „Amicus Hominum”
W 2007, podczas uroczystej Sesji Rady Miasta Krakowa, Prezydent Krakowa Jacek Majchrowski oraz Przewodniczący Rady Miasta Krakowa Paweł Klimowicz, wręczyli Brązowe Medale „Cracoviae Merenti” dla Zofii Żelazny i Zdzisława Żelaznego (pośmiertnie).
9 lipca 2019, w Krakowie, zmarła Zofia Gałuszka-Żelazny.